# Fort Śliwickiego Cytadeli Warszawskiej
Fort Śliwickiego (Jasińskiego) – jeden z fortów Cytadeli Warszawskiej znajdujący się przy ul. Jagiellońskiej 49a w Warszawie. 

## Historia
Fort został zbudowany w latach 1835–1836, najwcześniej ze wszystkich fortów otaczających Cytadelę, będąc jej przedmościem. Fort był w późniejszym okresie wielokrotnie przebudowywany. Jako przedmoście Cytadeli było to umocnienie największe z otaczających twierdzę. Nazwa upamiętnia por. Juliana Śliwickiego, walczącego po stronie rosyjskiej i ciężko rannego podczas powstania listopadowego, zmarłego w Paryżu i pochowanego na terenie fortu 6 grudnia 1835.
Był to fort ziemno-ceglany o narysie lunety. W forcie znajdowały się dwie potężne działobitnie ceglane. Umocnienie otaczała mokra fosa z murowaną przeciwskarpą. Nie znajdują potwierdzenia informacje o poternie (tunelu), który pod dnem Wisły miał łączyć fort z Cytadelą.
Fort w dobrym stanie przetrwał do drugiej połowy XX wieku. W okresie PRL mieściły się tutaj koszary ZOMO. W latach 1976–1977 zachowana działobitnia południowa została wyremontowana w czynie społecznym przez oddziały ZOMO, co upamiętnia tablica. Po ZOMO budynki przejęła policja i w budynku fortu znalazły się stajnie konnych jednostek policji.
W 2001 w bezpośredniej bliskości fortu powstało osiedle mieszkaniowe dla policjantów z budynkami na esplanadzie i częściowo dziedzińcu fortu. Chociaż istnieją nadal poszczególne budowle fortu, budowa ta została przeprowadzona z pominięciem zasad ochrony zabytków i dbałości o ład urbanistyczny miasta. Oznaczało to bezpowrotne naruszenie tego cennego zabytku i jego układu. Trzeba tutaj podkreślić, że istniały projekty i prace, w których fort miał zostać włączony w układ nowo planowanego osiedla jako teren parkowo-rekreacyjny, z zachowaniem swego kształtu i walorów zabytkowych, tak jak ma to miejsce w forcie Szcza-M na warszawskim Rakowcu.
W 1975 fort został wpisany do rejestru zabytków pod nazwą fort „Jasińskiego” (d. Śliwickiego).
Esplanada fortu nadała łukowaty kształt wytyczonej na jej granicy ul. 11 Listopada, której nadano wtedy nazwę Esplanadowej.